# Club Tijuana Premier
El Club Tijuana Premier fue un equipo del fútbol mexicano, era filial del Club Tijuana y competía en la Serie A de la Segunda División de México.

## Historia
Tras una remodelación de la Liga Premier de Ascenso , que hizo que varios equipos que militan en la Liga MX y Liga de Ascenso MX tengan su equipo filiar con su nombre del primer equipo agregándole el Premier al nombre, así fue como se creó el Club Tijuana Premier, el objetivo de este equipo filial es hacer que los jugadores jóvenes crezcan y cuando estén listo subirlos al Primer Equipo.
El equipo permaneció en competencia hasta el año 2018, cuando 12 de los equipos integrantes de la Primera División decidieron eliminar sus escuadras de Liga Premier, siendo Tijuana uno de los clubes que tomaron la decisión.

## Estadio
El Club Tijuana Premier juega de local en el Estadio Caliente, que tiene capacidad de 27,333 personas. Su primer partido como local en la Liga Premier de Ascenso de México fue contra los Tigres Premier que terminaron ganando 1-0.

## Temporadas
| Apertura 2015 | 3.Segunda LPA     | 10.º Grupo I |
| Clausura 2016 | 3.Segunda LPA     | 9.º Grupo I  |
| Apertura 2016 | 3.Segunda LPA     | 4.º Grupo I  |
| Clausura 2017 | 3.Segunda LPA     | 13.º Grupo I |
| Apertura 2017 | 3.Segunda Serie A | 4.º Grupo I  |
| Clausura 2018 | 3.Segunda Serie A | 17.º Grupo I |